# Kia EV9
L'EV9 est un SUV familial 5 à 7 places électrique du constructeur automobile Sud-coréen Kia produit à partir de 2023. Elle est le second modèle de la gamme de voitures électriques « EV » du constructeur après l'EV6. Elle est élue « voiture féminine de l'année » (Women's Worldwide Car of the Year) 2024 et remporte le Good Design Award 2023 dans la catégorie « Transport ».

## Présentation
Le constructeur dévoile la silhouette de l'EV9 de série par un teaser internet le 3 mars 2023. La Kia EV9 est présentée officiellement le 14 mars 2023 puis elle fait sa première apparition officielle au salon de l'automobile de New York en avril 2023. Sa production débute à Gwangmyeong, en Corée du Sud, au premier semestre de la même année.

## Caractéristiques techniques
L'EV9 repose sur la plateforme technique e-GMP développée pour la gamme de véhicules électriques « EV » de Kia et Ioniq de Hyundai.

### Habitacle
Le Kia EV9 dispose de trois rangées de sièges dans ses configurations à six ou sept places. Dans sa version 6 places, les sièges de la seconde rangée peuvent pivoter sur 180° pour se retrouver face à la 3e rangée.

### Motorisations
La version propulsion (RWD) de l'EV9 est dotée d'un moteur électrique de 204 ch pour un couple de 350 N m positionné sur l'essieu arrière. L'EV9 à transmission intégrale (AWD) reçoit deux moteurs électriques pour une puissance cumulée de 383 ch et 600 N m de couple (700 en mode Boost).

### Batteries
L'EV9 propose deux packs de batteries lithium-ion (Nickel Manganèse Cobalt) d'une capacité respective de 76,1 kWh et 99,8 kWh.
| Logo de Kia                               | EV9                           | EV9                           | EV9                           |
| Logo de Kia                               | RWD 76                        | RWD 98                        | AWD 98                        |
| ----------------------------------------- | ----------------------------- | ----------------------------- | ----------------------------- |
| Puissance moteur électrique (kW)          | 160                           | 150                           | 283                           |
| Puissance maximale (ch)                   | 217                           | 204                           | 385                           |
| Couple maximal (N m)                      | 350                           | 350                           | 600 (Boost 700)               |
| Transmission                              | Propulsion                    | Propulsion                    | Intégrale                     |
| Vitesse maximale (km/h)                   |                               |                               |                               |
| 0-100 km/h (s)                            | 8,2                           | 9,4                           | 6,0 (Boost 5,3)               |
| Consommation (kWh/100 km)                 |                               | 21                            | 24,4                          |
| Masse à vide (kg)                         |                               |                               |                               |
| Batterie                                  |                               |                               |                               |
| Type                                      | NMC (Nickel Manganèse Cobalt) | NMC (Nickel Manganèse Cobalt) | NMC (Nickel Manganèse Cobalt) |
| Capacité de la batterie (kWh)             | 76,1                          | 99,8                          | 99,8                          |
| Autonomie (cycle WLTP)                    |                               | 541                           | 497                           |
| Puissance maximale de charge              |                               |                               |                               |
| en courant alternatif monophasé (AC) (kW) | 7,4                           | 7,4                           | 7,4                           |
| en courant alternatif triphasé (AC) (kW)  | 11                            | 11                            | 11                            |
| en courant continu (DC) (kW)              |                               |                               |                               |
| Temps de recharge                         |                               |                               |                               |
| sur une prise 3,7 kW (0 à 100 %)          |                               |                               |                               |
| sur une Wallbox 11 kW (AC) (10 à 100 %)   |                               |                               |                               |
| sur une borne 50 kW (DC) (10 à 80 %)      |                               |                               |                               |
| sur une borne 350 kW (DC) (10 à 80 %)     |                               |                               |                               |

## Finitions
- EV9
- EV9 Earth
- EV9 GT Line

### Séries spéciales
- Earth Launch Edition
- GT Line Launch Edition

## Concept car
La Kia EV9 est préfigurée par le concept car de SUV familial Kia EV9 concept présenté au salon de Los Angeles 2021. Le concept est doté d'un toit panoramique et de la calandre Tiger Face de Kia.